# Spodnja Branica
Spodnja Branica este o localitate din comuna Nova Gorica, Slovenia, cu o populație de 115 locuitori.